# Грузинский, Окропир Георгиевич
Царевич Окропир (24 июня (5 июля) 1795, Телави, Картли-Кахетинское царство — 30 октября (11 ноября) 1857, Москва, Российская империя) — отпрыск грузинской царской династии Багратионов, один из организаторов заговора 1832 года.

## Биография
Родился в Телави. Шестой сын последнего грузинского царя Георгия XII (1746—1800) от второго брака с Мариам Георгиевной Цицишвили (1768—1850). В российских документах именовался князем Окропиром Георгиевичем Грузинским.
После смерти своего отца Георгия XII (1800 год) и аннексии Россией Картли-Кахетинского царства (1801 год) он вместе со всей царской семьёй был насильно депортирован из Грузии вглубь российской территории. В 1803 году вдовствующая царица Мариам была отправлена в заключение в Рождественский женский монастырь в Белгороде за убийство русского генерала И. П. Лазарева, получившего приказ доставить под конвоем царскую семью в Россию. Царевич Окропир Георгиевич был доставлен в Санкт-Петербург, где его зачислили в Пажеский корпус.
В 1812 году — лейтенант кавалергардского полка. В 1816 году Окропир Георгиевич вышел в отставку и проживал в Санкт-Петербурге, получив запрет на возвращение в Грузию.

## Участие в заговоре 1832 года
В России двоюродные братья, Окропир Георгиевич и Дмитрий Юлонович, стали главными лидерами грузинских роялистов. Они провели тайные встречи с грузинскими студентами и военными в Москве и Санкт-Петербурге, где пытались их убедить, что Грузия должна стать независимой. В 1830 году царевич Окропир Багратиони тайно посетил Тбилиси и стал одним из основателей тайного общества грузинских дворян, созданного с целью восстановления независимого грузинского царства во главе с династией Багратионов.
В состав тайного общества вошли многие ведущие грузинские дворяне и интеллигенты, среди них были Элизбар Эристави, Филадельф Кикнадзе, Соломон Додашвили, Дмитрий Кипиани, Георгий Эристави, Александр Чавчавадзе, Григол Орбелиани и Иасе Палавандишвили, который впоследствии предал своих товарищей. 10 (22) декабря 1832 года, за несколько дней до запланированного мятежа, заговорщики были арестованы российской администрацией. В 1833 году Окропир Георгиевич был отправлен в ссылку в Кострому, но вскоре был помилован и получил разрешение переехать в Москву, где скончался в 1857 году.

## Семья
Жена (с 7 февраля 1832 года) — графиня Анна Павловна Кутайсова (20.03.1801—25.01.1868), фрейлина двора, дочь графа Павла Ивановича Кутайсова (1780—1840) от его брака с Прасковьей Петровной Лопухиной (1784—1870). По словам современника, «еще в девицах имела все манеры и ухватки мужчины, так что в городе часто называли её монсеньор Кутайсов».
В браке имела трёх сыновей и двух дочерей, которые получили титул светлейших князей и княжон Грузинских:
- Прасковья Окропировна (6 ноября 1832[4]—16 февраля 1835[5])
- Георгий Окропирович (1834—1886), умер неженатым.
- Анна Окропировна (1834—1898), 1-й муж князь Александр Константинович Багратион-Мухранский (1823—1851), 2-й муж Александр Альбицци.
- Павел Окропирович (26 апреля 1835[6]—1875), женат (с 08.02.1861, Вилла Сан-Донато) на княжне Анастасии Николаевне Долгоруковой (1842—1881), от брака с которой имел четырёх сыновей и одну дочь.
- Ираклий Окропирович